# Aleksandr Maltsev (konstsimmare)
Aleksandr Jevgenjevitj Maltsev (ryska: Александр Евгеньевич Мальцев), född 22 juni 1995, är en rysk konstsimmare. Han blev världsmästare i mix par vid VM i Kazan 2015 och vid VM i Budapest 2017.
Vid VM 2025 i Singapore tog Maltsev guld i både det tekniska och fria soloprogrammet samt guld i det tekniska programmet för mixade par tillsammans med Majja Gurbanberdijeva och silver i det fria programmet för mixade par tillsammans med Olesia Platonova.